# 16626 Thumper
16626 Thumper è un asteroide della fascia principale. Scoperto nel 1993, presenta un'orbita caratterizzata da un semiasse maggiore pari a 2,8988755 UA e da un'eccentricità di 0,0319015, inclinata di 3,20389° rispetto all'eclittica.